# Volkholz (Bad Laasphe)
Volkholz is een plaats in de Duitse gemeente Bad Laasphe, deelstaat Noordrijn-Westfalen, en telt 350 inwoners.